# مار زنگی چوبی
مار زنگی چوبی، مار زنگی الواری، مار زنگی نیشکر، مار زنگی جنگلی یا مار زنگی نواری (نام علمی: Crotalus horridus) گونهای از افعی‌های رخ‌چاله‌ای و بومی شرق آمریکای شمالی است. مانند دیگر افعی‌های رخ‌چاله‌ای، سمی است و نیش بسیار سمی دارد. C. horridus تنها گونه مار زنگی در بیشتر مناطق پرجمعیت شمال شرقی ایالات متحده است و پس از خویشاوندان خود در غرب، مار زنگی دشتی، دومین گونه مار زنگی در شمال آمریکای شمالی است. هیچ زیرگونه‌ای در حال حاضر شناسایی نشده‌است.
به‌طور کلی، این گونه در جنگل‌های برگ‌ریز در زمین‌های ناهموار یافت می‌شود. C. horridus را می‌توان در انواع زیستگاه‌های زمینی از جمله بیشه‌های نیشکر جلگه، مناطق مرتفع پیرامون باتلاق‌ها و دشت‌های سیلابی رودخانه‌ها، جنگل‌های سخت‌چوب و کاج، مناطق کوهستانی و زیستگاه‌های روستایی در مناطق کشاورزی یافت. در طول تابستان، به نظر می‌رسد که ماده‌های باردار تاقچه‌های باز و صخره‌ای را ترجیح می‌دهند که دما در آن‌ها بالاتر است، در حالی که نرها و ماده‌های غیرباردار تمایل دارند تا زمان بیشتری را در جنگل‌های سردتر و متراکم‌تر با تاج‌پوش‌های جنگلی بسته‌تر بگذرانند.

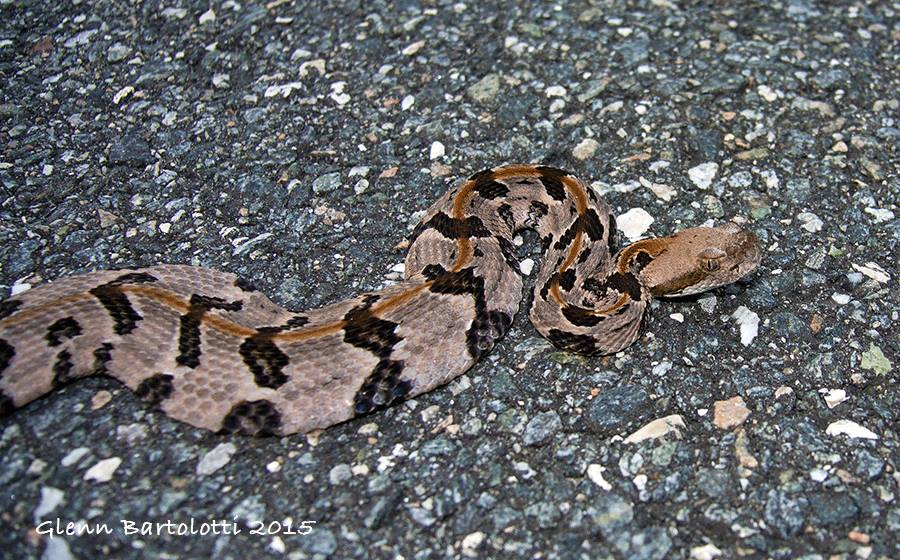
مار زنگی الواری جوان Crotalus horridus، فلوریدا

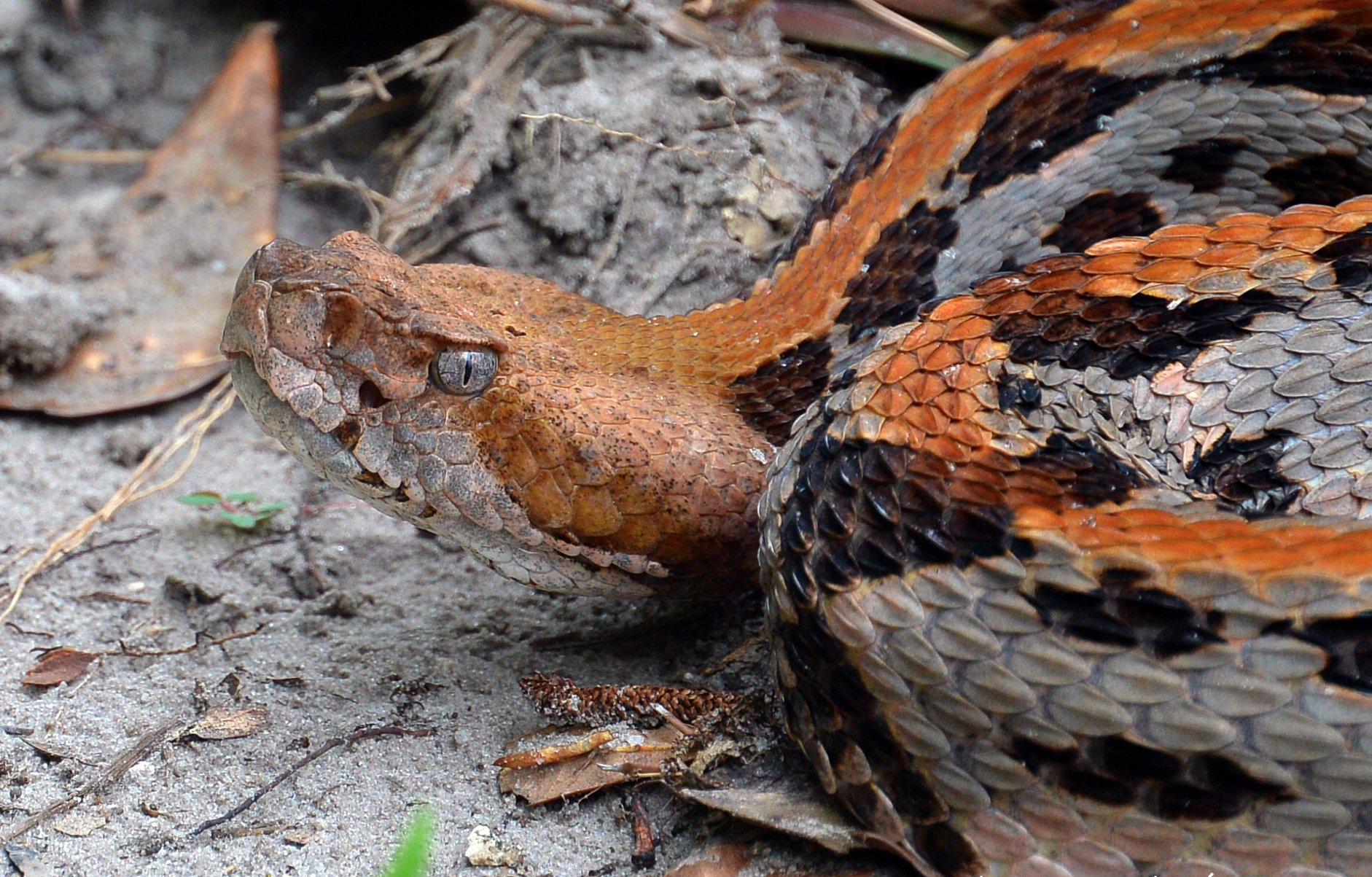
مار زنگی نیشکر، فلوریدای شمالی